# كاذي نافع
كاذي نافع (الاسم العلمي:Pandanus utilis) هو نوع من النباتات يتبع جنس الكاذي من الفصيلة الكاذية.